# Красіцький Олександр
Олекса́ндр Красі́цький (1870–1946) — український військовик, підполковник Української Галицької Армії.

## Життєпис
Народився в 1870 році.
Учасник Першої світової війни — майор жандармерії австрійської армії.
1918 року в лавах організаторів, став командантом Польової жандармерії УГА при Начальній Команді Галицької Армії, незабаром іменованої Державною жандармерією Західної Області Української Народної Республіки, підполковник. Його заступником стає отаман Індишевський, по відкомандируванню його до Великої України — отаман Яків Яськевич.
У лютому 1919 року отримує призначення команданта Державної жандармерії ЗО УНР та виїздить до Станіслава, де на той час перебував уряд; польову жандармерію УГА очолив сотник Іван Козак.
10 березня 1920 року біля села Глибочок поблизу Бірзули командант Красіцький попрощав корпус жандармерії до подальшого з'єдинення в шерегах Української Держави[незрозуміло].

## Вшанування
- У березні 2019 року іменем Олександра Красіцького було названо 45-й полк оперативного призначення НГУ.[2]